# 莫罗卡燕子足球俱乐部
莫罗卡燕子足球俱乐部（英语：Moroka Swallows F.C.）是位于约翰内斯堡的一家职业足球俱乐部，现属于南非足球超级联赛。 
俱乐部成立于1947年，燕子队与奥兰多海盗、凯撒酋长一同被视为起源于索韦托地区的足球俱乐部。